# Bai (tibetobirmanische Sprache)
Bai (Eigenbezeichnung: Bairt‧ngvr‧zix) ist die Muttersprache von etwa 1,25 Mio. Bai, einer Volksgruppe im Süden der Volksrepublik China. Bai wird heute von den meisten Forschern als Einzelsprache zum tibetobirmanischen Zweig der sinotibetischen Sprachen gerechnet, eine Zuordnung zum Sinitischen wird aber auch immer noch diskutiert. Eine endgültige Klassifizierung innerhalb des Sinotibetischen ist bisher nicht gelungen, da 60 bis 70 Prozent seines Wortschatzes aus dem Chinesischen entlehnt oder von einer gemeinsamen Vorgängersprache ererbt wurden.
SIL International unterscheidet drei Bai-Dialekte als getrennte Sprachen mit den Codes bca (zentraler Dialekt, 800.000 Sprecher), bfc (nördlicher Dialekt, 40.000 Sprecher) und bfs (südlicher Dialekt, 400.000 Sprecher).

## Phonologie und Rechtschreibung
Bai hat eine relativ einfache Silbenstruktur und ist eine Tonsprache.
In den 1950er Jahren wurde für das Bai eine Schrift (Bairt‧ngvrt‧zix‧horx) auf Grundlage des lateinischen Alphabets geschaffen. 1993 wurde auf einem Symposium zur Bai-Sprache und -Rechtschreibung eine neue Orthographie vorgeschlagen, die sich hauptsächlich in der Wiedergabe der Töne von der ursprünglichen Schreibung unterscheidet.

### Anlaute
| IPA | Bai |  | IPA | Bai |  | IPA | Bai |  | IPA | Bai |  | IPA | Bai |  |
| p   | b   |  | pʰ  | p   |  | m   | m   |  | f   | f   |  | v   | v   |  |
| t   | d   |  | tʰ  | t   |  | n   | n   |  |     |     |  | l   | l   |  |
| k   | g   |  | kʰ  | k   |  | ŋ   | ng  |  | x   | h   |  | ɣ   | hh  |  |
| tɕ  | j   |  | tɕʰ | q   |  | ɳ   | ni  |  | ɕ   | x   |  | j   | y   |  |
| ts  | z   |  | tsʰ | c   |  |     |     |  | s   | s   |  | z   | ss  |  |
| tʂ  | zh  |  | tʂʰ | ch  |  |     |     |  | ʂ   | sh  |  | ʐ   | r   |  |

Die Anlaute [tʂ-], [tʂʰ-], [ʂ-] und [ʐ-] kommen nur in Fremdwörtern aus dem Chinesischen vor, [ɳ-] nur in Bai-Dialekten, nicht in der Standardsprache.

### Auslaute
| IPA | Bai |  | IPA | Bai |  | IPA | Bai |  | IPA | Bai |  | IPA | Bai |  | IPA | Bai  |  | IPA | Bai  |  |
| z̩   | i   |  |     |     |  |     |     |  |     |     |  |     |     |  |     |      |  |     |      |  |
| i   | i   |  | ĩ   | in  |  |     |     |  |     | ui  |  |     |     |  |     |      |  | uĩ  | uin  |  |
| e   | ei  |  | ẽ   | ein |  |     |     |  |     |     |  |     |     |  |     |      |  |     |      |  |
| ɛ   | ai  |  | ɛ̃   | ain |  | iɛ  | iai |  | uɛ  | uai |  |     |     |  | iɛ̃  | iain |  | uɛ̃  | uain |  |
| ɑ   | a   |  | ɑ̃   | an  |  | iɑ  | ia  |  | uɑ  | ua  |  | ɑu  | ao  |  | iɑ̃  | ian  |  | uɑ̃  | uan  |  |
| o   | o   |  | õ   | on  |  | io  | io  |  | uo  | uo  |  | ou  | ou  |  | iõ  | ion  |  |     |      |  |
| u   | u   |  |     |     |  |     |     |  |     |     |  |     |     |  |     |      |  |     |      |  |
| æ   | e   |  | ɯ̃   | en  |  | iɯ  | ie  |  |     |     |  |     |     |  | iɯ̃  | ien  |  |     |      |  |
| v̩   | v   |  | ṽ̩   | vn  |  |     |     |  |     |     |  |     |     |  | iṽ̩  | ivn  |  |     |      |  |
| y   | ui  |  |     |     |  |     |     |  |     |     |  |     |     |  |     |      |  |     |      |  |

Für die Schreibweise von Silben gibt es Regeln analog zur Pinyin-Rechtschreibung: Bei Silben ohne Anlaut werden [i] und [u] yi und wu geschrieben; bei Auslauten, die mit i- oder [u-] beginnen, werden i und u durch y bzw. w ersetzt. Der Auslaut [-z̩] kommt nur nach [ts-], [tsʰ-] und [s-] vor und wird -i geschrieben. Die Aussprache von ui ist immer eindeutig: nach [tɕ-], [tɕʰ-] und [ɕ-] wird ui [-y] gelesen, sonst [-ui].

### Töne
Die acht Töne des Bai werden mit Buchstaben wiedergegeben, die jeder Silbe nachgestellt werden. Nach der Orthographie von 1984 bleibt der tiefe fallende Ton (21) unbezeichnet, nach der von 1993 der mittelhohe gespannte Ton (44ˀ).
| in Ziffern | Bai (1984) | Bai (1993) | Beispiel in Bai (1984/1993) | Beispiel in IPA | Bedeutung        |
| ---------- | ---------- | ---------- | --------------------------- | --------------- | ---------------- |
| 33         | -x         | -x         | max                         | [mɑ33]          | voll, satt       |
| 55         | -l         | -l         | mal                         | [mɑ55]          | sie (2. P. Pl.)  |
| 31 (beh.)  | -t         | -t         | mat                         | [mɑ31ʱ]         | am Rücken tragen |
| 35         | -f         | -f         | maf                         | [mɑ35]          | noch nicht       |

| in Ziffern | Bai (1984) | Bai (1993) | Beispiel in Bai (1984/1993) | Beispiel in IPA | Bedeutung |
| ---------- | ---------- | ---------- | --------------------------- | --------------- | --------- |
| 44 (gesp.) | -rx        | —          | marx/ma                     | [mɑ44ˀ]         | Reisstroh |
| 55 (gesp.) | -rl        | -b         | marl/mab                    | [mɑ55ˀ]         | schimpfen |
| 42         | -rt        | -p         | mart/map                    | [mɑ42ˀ]         | Hanf      |
| 21         | —          | -d         | ma/mad                      | [mɑ21]          | ausrupfen |

Die Wörter marl und mart sind Lehnwörter aus dem Chinesischen (mà 骂 „schimpfen“ und má 麻 „Hanf“). Im Dali-Dialekt kommt neben dem Ton 42ˀ auch ein Ton 32 vor, der mit dem Konsonanten -z wiedergegeben wird. Wörter mit diesem Ton werden im Jianchuan-Dialekt mit -p geschrieben, da die beiden Töne dort nicht unterschieden werden.